# Медаља добром нишанџији
Медаља добром нишанџији је било одликовање Краљевине Србије и Краљевине Југославије.

## Историјат
Рјешењем војног министра генерала Тихомиља Николића од 19. (31.) октобра 1883. године основане су Медаља добром стрелцу и Медаља добром нишанџији. Медаља добром нишанџији додјељивала се у артиљеријским јединицама, са истим условима као и Медаља добром стрелцу. На лицу медаље приказан је топ с артиљерцем, окружени вијенцем од ловорове (лијево) и храстове (десно) гранчице, између којих је краљевска круна. На наличју је картуша украшена витицама, са натписом: ДОБРОМ НИШАНЏИЈИ окружена сунчевим зракама. Медаља добром нишанџији је кована од гвожђа и бромирана. Није познато ко је аутор медаље и гдје се ковала. Медаља се додјељивала и у Краљевини СХС (Краљевини Југославији), али са измијењеним детаљима свог изгледа. Медаља добром нишанџији обновљена је Прописом Министарства војске и морнарице од 21. јуна 1927. године. Медаља добром нишанџији из 1927. године има на лицу приказан топ у пејзажу (без артиљерца), уоквирен вијенцем од ловорове (лијево) и храстове (десно) гранчице. На наличју је стрељачка мета, уоквирена у горњој половици ћириличним, а у доњој половици медаље латиничним натписом: DOBROM NIŠANDŽIJI / ДОБРОМ НИШАНЏИЈИ. Медаља је кована од цинка, пречника 37 мм, а носила се на врпци у бојама југословенске заставе: плаво-бијело-црвено. Посљедњом измјеном од 15. јуна 1940. године, натпис на наличју остао је ћирилични и латинични, али је смјештен у картушу у два реда те је прописана нова врпца свијетлоплаве боје.